# Rhizosmilia gerdae
Rhizosmilia gerdae är en korallart som beskrevs av Stephen D. Cairns 1978. Rhizosmilia gerdae ingår i släktet Rhizosmilia och familjen Caryophylliidae. Inga underarter finns listade i Catalogue of Life.